# Stereodon sprucei
Stereodon sprucei là một loài Rêu trong họ Hypnaceae. Loài này được (Bruch) Lindb. mô tả khoa học đầu tiên năm 1892.